# François Roguet
Pour les articles homonymes, voir Roguet.
François Roguet, né le 12 novembre 1770 à Toulouse et mort le 4 décembre 1846 à Paris, est un général français de la Révolution et de l’Empire. Il commande la division de Moyenne Garde à Waterloo.

## Carrière
Il s'engage le 3 mai 1789 dans le régiment de Guyenne-infanterie, devenu 21e régiment d'infanterie de ligne. Il devient caporal-fourrier le 1er janvier 1791; adjudant sous-officier le 15 décembre dans le 1er bataillon de volontaires de la Haute-Garonne lors de sa formation. Il fait la campagne de 1792 à l'armée du Var et se distingue dans différentes affaires dont celles de Nice. Il est nommé le 5 avril 1793 adjudant-major capitaine. Il entre ensuite le 20 janvier 1795 dans la 21e demi-brigade de ligne de première formation où il est chargé, en qualité d'adjudant-major, de la discipline et de l'instruction.
Il fait les campagnes de 1792 à 1800 à l'armée d'Italie. Il est grièvement blessé à Savone le 23 juin 1795, d'une balle qui lui traversa la jambe gauche, en sautant dans le fossé du fort, dont il s'empare sous le feu de l'armée autrichienne. Le 15 mars 1796, les 21e, 118e et 129e demi-brigades, sont fondues pour former la 32e demi-brigade de seconde formation ; l'adjudant-major Roguet y conserve son emploi. En mars 1796, au passage du Tyrol, il traverse de nuit le camp ennemi à la tête d'un bataillon et délivre les grenadiers de la 5e demi-brigade de ligne et les ramène dans nos lignes. François Roguet est nommé par le général Bonaparte chef de bataillon le 21 décembre 1796, à la 33e demi-brigade de seconde formation, dont il commande le 1er bataillon à Rivoli les 13 et 14 janvier 1797.
En 1799, l'armée d'Italie se révolte et ne veut plus reconnaître l'autorité du général en chef ; seul le commandant Roguet sait conserver à Mantoue son bataillon dans le poste qu'il doit occuper ; ses soldats restent dans le devoir. À la bataille de Vérone le 26 mars 1799, le chef de bataillon Roguet, par ordre du général Moreau, marche sur le village de Sainte-Lucie, poste très important, chasse les Autrichiens, s'établit, se maintient, mais est blessé très grièvement d'un coup de feu à la jambe droite. À la fin mai 1799 il n'est pas encore guéri de sa blessure et se trouve à Gênes, lorsque le Piémont se soulève en masse, ainsi que les vallées d'Oneille et de Tanaro. Les insurgés, guidés par des officiers autrichiens et piémontais, se portent dans le Ponent de la Ligurie. Les Anglais tiennent la mer ; Gênes n'a aucune communication avec la France, ni avec l'armée. Il est chargé de châtier les insurgés ; il les disperse, s'empare de la ville et de la vallée d'Oneille et de celle du Tanaro, fait lever le siège de la Piève, y prend l'artillerie des insurgés, fait prisonnier le chef des insurgés et son état-major, rétablit les communications avec Gênes, et rejoint près de Ceva le général Moreau qui le nomme le 11 juin 1799, chef de brigade de la 33e demi-brigade. Il fait des prodiges à Fossano, à Novi, à Coni et dans le Var. De 3 000 hommes, cette demi-brigade est réduite en juillet 1800 à 160 hommes, et elle reçoit ordre de se rendre à Paris pour se réorganiser. Quelques mois lui suffirent pour donner à ce corps une instruction et une discipline si parfaites qu'on le cite comme le modèle de l'armée.
Promu général de brigade le 29 août 1803, il commande au camp de Boulogne les 69e et 76e d'infanterie. Nommé chevalier de la Légion d'honneur le 11 décembre 1803, électeur de la Haute-Garonne et commandeur de l'ordre le 14 juin 1804. Attaché en 1805, à la 2e division du 6e corps de la Grande Armée, il passe le Rhin le 20 septembre suivant et sert en Allemagne. Sa brigade se distingue d'une manière éclatante à Elchingen. Le 4 novembre suivant elle enlève le fort de Leutach, force 750 hommes du régiment de Kinski à mettre bas les armes et s'empare d'une grande quantité de munitions et de 4 pièces de canon. Le commandant de Scharnitz, informé de la prise de Leutach, vient contre-attaquer avec une forte artillerie, mais vaincu, il se voit obligé de se rendre avec 600 hommes et 11 pièces de canon. Par cette brillante action le général Roguet s'ouvre ainsi la route d'Innsbrück. Il déploie sa brillante valeur à Iéna, au blocus de Magdebourg, à l'affaire de Soldan, à la bataille d'Eylau, à la reprise de Gutstadt. Le 5 juin 1807, il forme l'arrière-garde et résiste au centre des ennemis, à la garde russe, à une artillerie formidable, lorsque son cheval est tué sous lui et une balle lui traverse le pied gauche. Il reste sur le champ de bataille, fait prisonnier, il est pansé par le premier chirurgien de l'empereur Alexandre.
Rentré en France après la paix de Tilsitt sans être encore guéri de sa blessure, il est chargé le 10 septembre 1807 de l'organisation et de l'instruction de l'infanterie de la garnison de Paris. Il remplit cette mission à la satisfaction de l'Empereur, qui le récompense en le nommant chevalier de l'ordre de la Couronne de fer le 7 décembre suivant, et par le titre de baron de l'Empire le 19 mars 1808. Le 19 mai 1808, il est envoyé dans l'île de Cadsand. Il y établit un tel système de défense que les Anglais doivent s'éloigner et respecter Flessingue. 
Le 22 août 1808 il passe à l'armée d'Espagne. Il se distingue aux sièges de Bilbao et de Santander, et est nommé colonel au 2e régiment des chasseurs à pied de la Garde impériale le 5 avril 1809, avec lequel il se trouve à Essling et à Wagram. Il conduit ensuite en Espagne les tirailleurs et voltigeurs de la garde nouvellement formés, fait à leur tête les campagnes de 1809, 1810 et 1811. En 1810, il arrête la progression de l'armée de Galice. Il est élevé au grade de général de division le 24 juillet 1811. Commandant du 6e gouvernement d'Espagne, il sait se concilier l'estime des Espagnols par sa probité et sa justice.
En mars 1812 il se rend avec sa division de la Garde sur le Niémen. Arrivé le 4 juillet à Vilnius, il fait la campagne de Russie ; à Moscou, la division Roguet est la première qui rentre dans l'ordre à la voix de son chef. Après de graves désordres, presque inévitables pendant la retraite, elle fait des prodiges de valeur. Le 14 novembre, au-dessus de Smolensk, elle s'ouvre pendant la nuit, un passage en renversant les forces accumulées de Miloradowisch, et protège la retraite de toute la Garde se dirigeant sur Krasnoë. Ce choc arrête pendant vingt-quatre heures le mouvement de l'armée russe, forte de 80 000 hommes, et donne le temps au prince Eugène de Beauharnais de rejoindre Napoléon Ier à Krasnoë. Le 17 cette même division Roguet est encore admirable de courage, d'héroïsme et de dévouement ; pendant trois heures elle soutient, sans reculer d'un pas, sans faire un mouvement pour l'éviter, le feu de 60 pièces d'artillerie; elle perd 1 500 hommes, mais grâce à ses héroïques efforts, les restes confus de l'armée parviennent à effectuer leur retraite. Dans tout le reste de la campagne, le général Roguet continue de se montrer soldat et général. À partir de la Bérézina et à son arrivée à Posen, il rallie la vieille et la jeune garde française et italienne, qui ne tardent pas à s'immortaliser à Lützen, à Bautzen et à Wurchen ; il reçoit en récompense le 3 avril, la grand-croix de l'Ordre de la Réunion et la grand-croix de l'ordre de Hesse. À la bataille de Dresde le 26 août, il commande 14 bataillons de conscrits à peine équipés, que Napoléon compare, ce jour même, à ses vieux soldats. Il rend les plus importants services à Wachau, le 18 octobre. À Leipzig, il culbute un corps d'Autrichiens et soutient les charges de la cavalerie réunie des gardes prussienne et russe. Dans la retraite sur le Rhin, il forme l'arrière-garde et se distingue à la bataille de Hanau. Il est créé comte de l'Empire le 28 novembre 1813.
Il va prendre à Bruxelles le commandement des troupes de la Garde, commence le 20 décembre le bombardement de Bréda, mais sans succès ; ce qui empêche Napoléon de ressaisir la ligne de la Meuse et Waal. Il va ensuite se distinguer sous les murs d'Anvers. Le 11 janvier 1814 il livre le glorieux combat de Meers, en repoussant une offensive anglaise. Il se rend à Gand et prend part le 30 mars 1814 au combat de Courtrai, où un seul de ses bataillons y renverse et détruit un corps entier de Saxons.

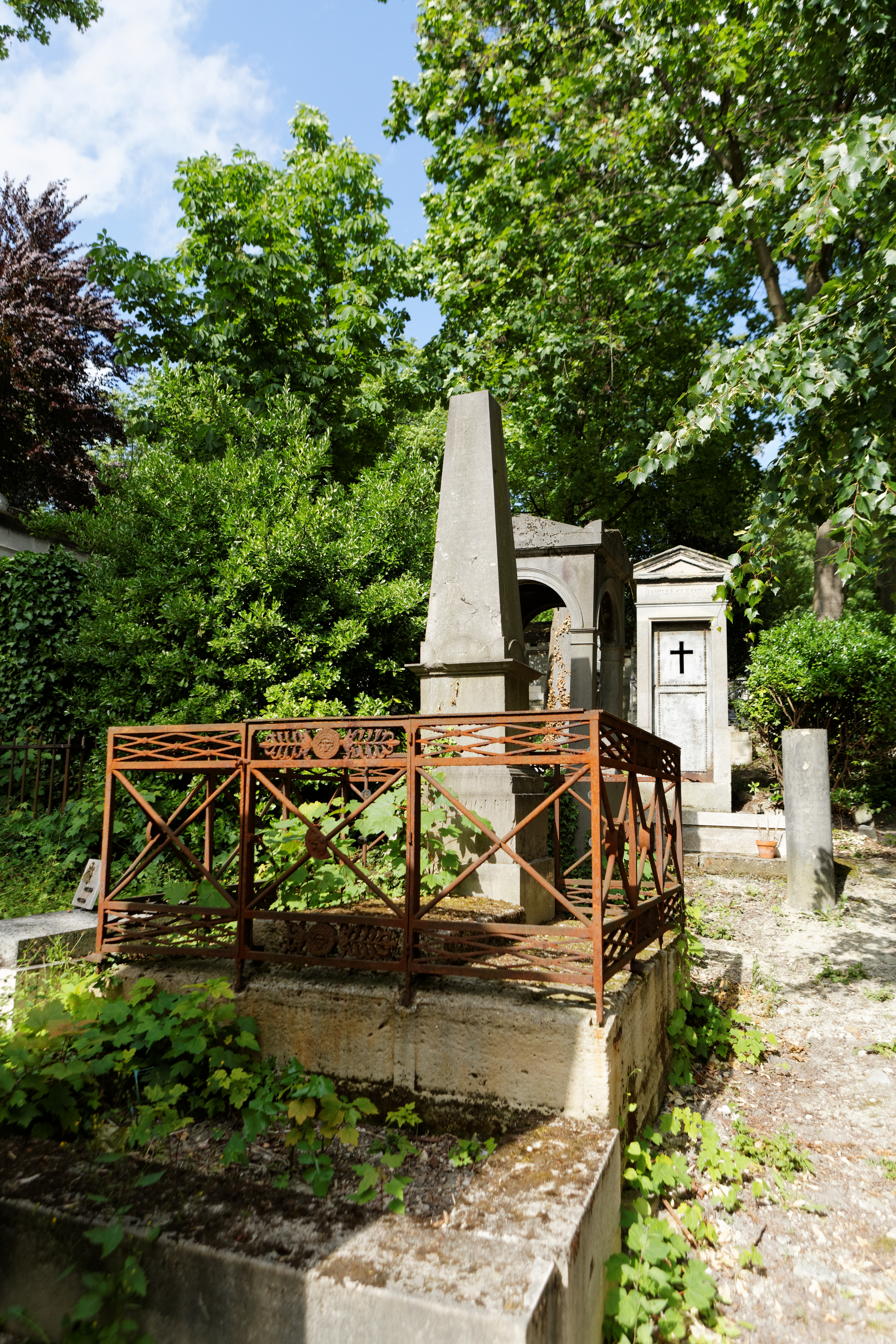
Tombe du général Roguet au cimetière du Père-Lachaise.

Après l'abdication de l'Empereur, le général Roguet fait à Lille sa soumission au nouvel ordre de choses, reçoit la croix de Saint-Louis le 8 juillet, et le 23 août suivant celle de grand officier de la Légion d'honneur. Il garde sa position dans la Garde, devenue Garde royale, et la remet presque intacte à Napoléon le 20 mars 1815. Il combat avec elle lors de la bataille de Ligny et à Waterloo. De retour à Paris, il signe avec dix-huit de ses frères d'armes, une énergique protestation contre les Bourbons et est mis en non-activité le 16 octobre. Il obtient sa retraite le 1er janvier 1825.
Après la Révolution de 1830, le comte Roguet est appelé au commandement de l'infanterie de la 1re division, puis commande la 7e division militaire. Le 19 novembre 1831, il est créé pair de France dans la fournée de trente-six pairs viagers destinée à permettre l'adoption à la Chambre haute du projet de loi abolissant l'hérédité de la pairie et reçoit la grand-croix de la Légion d'honneur. Pendant son séjour à Lyon, il a à réprimer la Révolte des Canuts de novembre 1831 et le fait avec une grande rigueur ; on lui reproche cependant d'avoir fait sortir les troupes de la ville, et d'avoir ainsi pactisé avec la révolte, de sorte que cette déplorable circonstance nuit au général Roguet dans l'esprit de l'armée et du peuple, et le met mal avec la cour. Le 15 avril 1834 il propose et développe un amendement au projet de loi sur l'état des officiers de terre et de mer. En 1838 et 1839, il prend plusieurs fois la parole à la Chambre des Pairs, dans l'intérêt de l'armée.
Le comte Roguet meurt le 4 décembre 1846 à Paris, à l'âge de 76 ans. Il est inhumé au cimetière du Père-Lachaise (19e division). Une place lui est dédiée, à Toulouse, sa ville natale, la place Roguet, dans le quartier Saint-Cyprien. Son nom est inscrit sur l'arc de Triomphe, côté Sud. Il est le père du général Christophe Michel Roguet, aide de camp de Napoléon III.

### Distinctions
- Chevalier de l'Ordre de la Couronne de Fer
- Grand-croix de l'Ordre de la Réunion
- Grand-croix de l'Ordre de Louis de Hesse
- Chevalier de Saint-Louis
- Grand officier de la Légion d'honneur
- Grand-croix de la Légion d'honneur
- Il fait partie des 558 officiers à avoir son nom gravé sous l'arc de triomphe de l'Étoile.

## Sources
- « François Roguet », dans Charles Mullié, Biographie des célébrités militaires des armées de terre et de mer de 1789 à 1850, 1852 [détail de l’édition]
- Georges Six, Dictionnaire biographique des généraux & amiraux français de la Révolution et de l'Empire (1792-1814), Paris : Librairie G. Saffroy, 1934, 2 vol., p. 383-384